# Brookesia perarmata
Brookesia perarmata (Angel, 1933) è un piccolo sauro della famiglia Chamaeleonidae, endemico del Madagascar.

## Distribuzione e habitat
Questa specie è un endemismo ristretto al parco nazionale Tsingy di Bemaraha, nel Madagascar occidentale.

## Conservazione
La IUCN Red List classifica B. perarmata come specie in pericolo di estinzione (Endangered).
La specie è inserita nella Appendice I della Convention on International Trade of Endangered Species (CITES).